# Josh Price
Joshua Price (Indianapolis, 29 juli 1996) is een Amerikaans basketballer.

## Carrière
Price speelde eerst collegebasketbal voor de Indiana University East Red Wolves maar moest stoppen met spelen doordat zijn punten niet genoeg waren. Hierna begon hij met werken bij Cola-Cola maar bleef spelen bij lokale teams en zomerploegen. Hij studeerde ondertussen ook aan de Ivy Tech en The Art Institute of Indianapolis. In 2018 kreeg hij een kans bij de Southern Indiana Screaming Eagles waar hij afstudeerde in 2021.
In 2021 tekende hij bij de Duitse tweedeklasser Team Ehingen Urspring maar speelde het seizoen uit bij reeksgenoot Nürnberg Falcons BC. Voor het seizoen 2021/22 tekende hij in Uruguay bij Club Trouville. In januari 2023 tekende hij een contract bij de Belgische eersteklasser Okapi Aalst als vervanger van Nikola Popović en speelde er de rest van het seizoen. In de zomer van 2023 tekende hij een contract bij het Poolse GTK Gliwice. Hij speelde er een seizoen.
In de zomer van 2024 speelde hij voor Panteras de Miranda uit Venezuela. Hij tekende daarna voor Kaohsiung Steelers uit Taiwan.